# Museo Genaro Pérez
El Museo Municipal de Bellas Artes Genaro Pérez ofrece en carácter permanente una colección de pintura argentina y en particular la cordobesa  que abarca desde 1868 hasta el arte contemporáneo. Las obras están clasificadas en un recorrido lineal que comienza con los Precursores del S XIX, continúa con la Generación del 30, las vanguardias abstractizantes de los 1950 y finaliza con las corrientes desde los 1960 hasta hoy. Se ubica en el área céntrica de la ciudad argentina de Córdoba.

## Historia
La creación del Museo Dr. Genaro Pérez se debió a un decreto del Intendente Donato Latella Frías. El Museo fue organizado por su primer director Roberto Viola, abriendo sus puertas el 1 de mayo de 1943 en el local de la calle Caseros 244, ocupando finalmente la casona de Av. Gral. Paz 33. La construcción fue proyectada por el Ing. Lanusse y el arquitecto francés Harry. La casa se proyectó en 1905. Su propietario fue el señor Félix T. Garzón, vicegobernador de Córdoba al iniciarse el proyecto y gobernador cuando, en 1910 el inmueble fue inaugurado con la presencia del entonces presidente de la nación, Roque Sáenz Peña. 
El estilo del palacete  es francés y la reja frontal corresponde al estilo Luis XVI, al igual que los portones. El constructor fue el señor Osvaldo Payer. Esta casa que alberga hoy el Museo Genaro Pérez fue sucesivamente casa de familia, Gobernación de la Provincia y Municipalidad, también fue Concejo Deliberante. La pintura del plafón de la sala principal del museo es obra del pintor Emilio Caraffa.